# نگران نباش عزیزم (فیلم ۲۰۱۵)
نگران نباش عزیزم (انگلیسی: Don't Worry Baby) یک فیلم در سبک کمدی است که در سال ۲۰۱۵ منتشر شد. از بازیگران آن می‌توان به جان ماگارو و دریما واکر اشاره کرد.